# Aéroport de Žilina
Pour les articles homonymes, voir ILZ.
L'aéroport de Žilina (Code AITA : ILZ) est un aéroport international situé au nord-ouest de la Slovaquie à proximité de la ville de Žilina à une altitude de 311 m. Il fut ouvert en 1972. De 2005 à 2012, la compagnie CSA Czech Airlines a assuré une ligne régulière avec Prague.

## Évolution du nombre de passagers
| Année               | 2000  | 2001  | 2002 | 2003  | 2004 | 2005  | 2006   | 2007   | 2008   | 2009   | 2010  | 2011  |
| ------------------- | ----- | ----- | ---- | ----- | ---- | ----- | ------ | ------ | ------ | ------ | ----- | ----- |
| Nombre de passagers | 1 625 | 1 125 | 910  | 1 680 | 966  | 4 522 | 10 973 | 10 720 | 12 294 | 12 395 | 9 912 | 6 805 |